# Atimura laosica
Atimura laosica är en skalbaggsart som beskrevs av Stefan von Breuning 1968. Atimura laosica ingår i släktet Atimura och familjen långhorningar.
Artens utbredningsområde är Laos. Inga underarter finns listade.